# موریس میجر

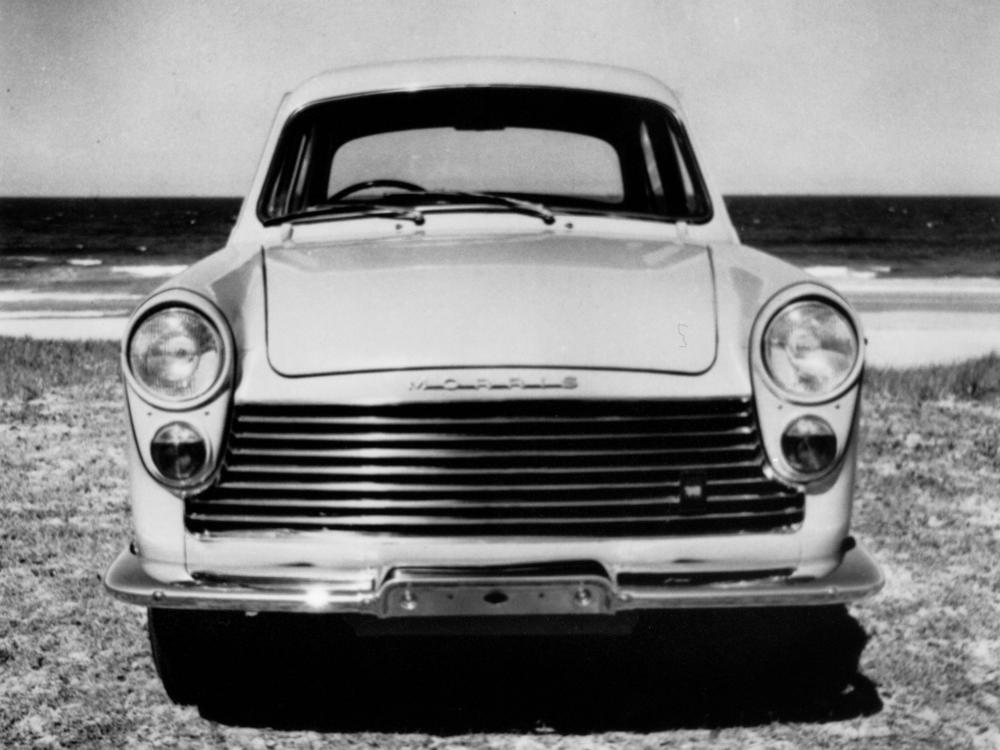

موریس مِیجر (Morris Major) خودرویی است که در سال‌های ۱۹۵۸ تا ۱۹۶۴تولید شده‌است. طراحی آن خودروهای موتور جلو-محور عقب بوده طول آن در حالت طبیعی ۱۶۱ اینچ (۴٬۱۰۰ میلیمتر) و عرض آن در حالت طبیعی ۶۱ اینچ (۱٬۵۰۰ میلیمتر) و وزن آن در حالت طبیعی ۹۴۰ کیلوگرم (۲٬۰۷۲ پوند) است.
موتور آن ۱۴۸۹ سی‌سی سیستم جعبه‌دندهٔ آن ۴ دنده به صورت دستی است.